# Privilège (collection)
Pour les articles homonymes, voir Privilège.
La collection Privilège est une collection littéraire lancée par le Club français du livre au milieu des années 1960. 
Feuille de style uniforme pour toute la collection sauf la couleur. Les reliures sont en cuir ciré d'une vive couleur au format in16 (131 x 90 mm). Le dos est lisse avec auteur, titre, fleuron et deux doubles filets dorés. Double filet doré en encadrement sur les deux plats. Signet de soie  coordonné. Le tirage est assuré sur un mince « papier Sarca de la Cartiere del Garda », impression en deux tons ; illustrations du texte en sépia. 
L'impression artistique est réussie et imite certaines éditions minuscules du XVIIIe avec une typographie soignée. La collection a duré de 1965 à 1970 avec des reprises ultérieures.
La justification de tirage (de 10 à 12 000 ex.) est celle habituelle au CFL et tous les exemplaires sont numérotés. Les maquettes sont le plus souvent composées par Jacques Daniel.
Les œuvres éditées sont des classiques de la littérature mondiale ou française. Il faut signaler les douze volumes des Mémoires de Casanova, cuir bleu : tirage achevé le 15 décembre 1965, numéroté sur le tome 12 et dernier. On trouvera le catalogue complet (N °1 à 43) sur le site  : www.revues-litteraires.com
Liste de la Collection : 
1) Choderlos de Laclos : Les Liaisons dangereuses
2) Villon : Œuvres
3) Nietzsche : Le Gai Savoir
4) Casanova : Histoire de ma vie (12 volumes)
5) Erasme : Eloge de la Folie
6) Ovide : L'Art d'Aimer
7) Stendhal : Chroniques italiennes
8) Pouchkine : La Fille du capitaine
9) La Rochefoucauld : Maximes
10) Crébillon : La Nuit et le Moment
11) De Gourmont : Physique de l'Amour
12) Alain : Les Aventures du Cœur
13) Diderot : La Religieuse
14) Jarry : Ubu roi
15) Gobineau : Nouvelles asiatiques
16) Swift : Instructions aux domestiques
17) Constant : Adolphe
18) Diderot : Les Bijoux indiscrets
19) Flaubert : Dictionnaire des idées reçues
20) Mariana Alcoforado : Lettres portugaises
21) Les Quatre Evangiles : L'Apocalypse
22) Nietzsche : Ainsi parlait Zarathoustra
23) Pétrone : Satyricon
24) Barbey d'Aurevilly : Les Diaboliques
25) Kin P'ing Mei (deux volumes)
26) Louise Labé : Œuvres poétiques
27) Homère : Odyssée
28) Abbé Prévost : Manon Lescaut
29) Lichtenberg : Aphorismes
30) Daudet : Lettres de mon moulin
31) Fromentin : Dominique
32) Verlaine : Parallèlement
33) Voltaire : Zadig
34) Mme de Sévigné : Lettres
35) Lewis Carroll : Alice au pays des merveilles
36) Pierre Louÿs : Mimes des courtisanes
37) Cazotte : Le Diable amoureux
38) Daudet : Contes du lundi
39) Les Cent Nouvelles Nouvelles
40) Florian : Fables
41) Charles d'Orléans : Poésies
42) Lewis Carroll : La Chasse au Snark
43) Contes flamencos